# Gia tộc Azai
Gia tộc Azai (tiếng Nhật: 浅井氏 Azai-shi, Thiển Tỉnh thị) là một gia tộc daimyo Nhật Bản ở tỉnh Ōmi trong thời đại Sengoku. Gia tộc Azai, cùng với gia tộc Asakura, chống lại Oda Nobunaga vào cuối thế kỷ 16. Họ bị Oda Nobunaga đánh bại trong trận Anegawa năm 1570, và toàn gia tộc bị tiêu diệt khi lâu đài Odani của họ bị đánh chiếm ba năm sau đó.

## Những nhân vật đáng chú ý
- Azai Sukemasa – xây dựng lâu đài Odani năm 1516
- Azai Hisamasa – con trai của Sukemasa, bị gia tộc Sasaki đánh bại
- Azai Nagamasa – con trai của Hisamasa, giao tranh với Oda Nobunaga và chống lại ông, bắt đầu liên mình với gia tộc Asakura và các nhà sư ở núi Hiei; ông cuối cùng bị Nobunaga đánh bại năm 1570. Hai con gái của ông là: Yodo-Dono (vợ hai của Toyotomi Hideyoshi và mẹ của Toyotomi Hideyori) và Oeyo (vợ của Tokugawa Hidetada và mẹ của Iemitsu).